# Волейбол на Центральноамериканских и Карибских играх
Волейбольные турниры Центральноамериканских и Карибских игр — соревнования для национальных сборных команд стран Америки, проводимые в рамках Центральноамериканских и Карибских игр под эгидой Конфедерации волейбола NORCECA, Южноамериканской конфедерации волейбола (CSV) и Спортивной организации стран Центральной Америки и Карибского бассейна (ODECABE).
I Центральноамериканские игры состоялись в 1926 году в Мексике. С 1930 называются Центральноамериканскими и Карибским играми. С 1946 года раз проводятся раз в 4 года (за небольшими исключениями) в межолимпийский сезон. Мужской волейбол включён в программу соревнований в 1930 году (II игры), женский — в 1935 году (III игры). Участвуют сборные команды стран-членов NORCECA (Мексика, страны Центральной Америки и Карибского бассейна) и CSV (Венесуэла, Колумбия, Гайана).
Наибольшее количество раз в волейбольных турнирах Центральноамериканских и Карибских игр побеждали сборные Кубы (11 раз у мужчин и 8 у женщин) и Мексики (6 и 5). 8 раз в турнирах женских команд и 1 в раз в мужских побеждали сборные Доминиканская Республика, 4 раза у мужчин — Пуэрто-Рико.

## Призёры Центральноамериканских и Карибских игр

### Мужчины
| Год  | Место проведения                         | 1-е место                | 2-е место                | 3-е место                |
| ---- | ---------------------------------------- | ------------------------ | ------------------------ | ------------------------ |
| 1930 | Гавана (Куба)                            | Мексика                  | Куба                     | Сальвадор                |
| 1935 | Сан-Сальвадор (Сальвадор)                | Мексика                  | Пуэрто-Рико              | Куба                     |
| 1946 | Барранкилья (Колумбия)                   | Куба                     | Пуэрто-Рико              | Мексика                  |
| 1950 | Гватемала (Гватемала)                    | Мексика                  | Куба                     | Пуэрто-Рико              |
| 1954 | Мехико (Мексика)                         | Мексика                  | Пуэрто-Рико              | Куба                     |
| 1959 | Каракас (Венесуэла)                      | Мексика                  | Венесуэла                | Пуэрто-Рико              |
| 1962 | Кингстон (Ямайка)                        | Мексика                  | Доминиканская Республика | Венесуэла                |
| 1966 | Сан-Хуан (Пуэрто-Рико)                   | Куба                     | Венесуэла                | Мексика                  |
| 1970 | Панама (Панама)                          | Куба                     | Венесуэла                | Мексика                  |
| 1974 | Санто-Доминго (Доминиканская Республика) | Куба                     | Мексика                  | Доминиканская Республика |
| 1978 | Медельин (Колумбия)                      | Куба                     | Венесуэла                | Мексика                  |
| 1982 | Гавана (Куба)                            | Куба                     | Мексика                  | Венесуэла                |
| 1986 | Сантьяго (Доминиканская Республика)      | Куба                     | Доминиканская Республика | Пуэрто-Рико              |
| 1990 | Мехико (Мексика)                         | Куба                     | Мексика                  | Венесуэла                |
| 1993 | Понсе (Пуэрто-Рико)                      | Куба                     | Пуэрто-Рико              | Венесуэла                |
| 1998 | Маракайбо (Венесуэла)                    | Куба                     | Мексика                  | Венесуэла                |
| 2002 | Сан-Сальвадор (Сальвадор)                | Пуэрто-Рико              | Мексика                  | Венесуэла                |
| 2006 | Картахена (Колумбия)                     | Пуэрто-Рико              | Куба                     | Венесуэла                |
| 2010 | Маягуэс (Пуэрто-Рико)                    | Пуэрто-Рико              | Венесуэла                | Мексика                  |
| 2014 | Веракрус (Мексика)                       | Доминиканская Республика | Пуэрто-Рико              | Куба                     |
| 2018 | Барранкилья (Колумбия)                   | Пуэрто-Рико              | Колумбия                 | Мексика                  |
| 2023 | Сан-Сальвадор (Сальвадор)                | Куба                     | Доминиканская Республика | Пуэрто-Рико              |

### Женщины
| Год  | Место проведения                         | 1-е место                | 2-е место                | 3-е место                        |
| ---- | ---------------------------------------- | ------------------------ | ------------------------ | -------------------------------- |
| 1935 | Сан-Сальвадор (Сальвадор)                | Мексика                  | Сальвадор                | —                                |
| 1938 | Панама (Панама)                          | Мексика                  | Пуэрто-Рико              | Панама                           |
| 1946 | Барранкилья (Колумбия)                   | Доминиканская Республика | Пуэрто-Рико              | Мексика                          |
| 1954 | Мехико (Венесуэла)                       | Мексика                  | Доминиканская Республика |                                  |
| 1959 | Каракас (Венесуэла)                      | Мексика                  | Венесуэла                | Нидерландские Антильские острова |
| 1962 | Кингстон (Ямайка)                        | Доминиканская Республика | Пуэрто-Рико              | Мексика                          |
| 1966 | Сан-Хуан (Пуэрто-Рико)                   | Куба                     | Мексика                  | Доминиканская Республика         |
| 1970 | Панама (Панама)                          | Мексика                  | Куба                     | Венесуэла                        |
| 1974 | Санто-Доминго (Доминиканская Республика) | Куба                     | Мексика                  | Доминиканская Республика         |
| 1978 | Медельин (Колумбия)                      | Куба                     | Мексика                  | Доминиканская Республика         |
| 1982 | Гавана (Куба)                            | Куба                     | Мексика                  | Доминиканская Республика         |
| 1986 | Сантьяго (Доминиканская Республика)      | Куба                     | Мексика                  | Венесуэла                        |
| 1990 | Мехико (Мексика)                         | Куба                     | Мексика                  | Венесуэла                        |
| 1993 | Понсе (Пуэрто-Рико)                      | Куба                     | Мексика                  | Венесуэла                        |
| 1998 | Маракайбо (Венесуэла)                    | Куба                     | Доминиканская Республика | Венесуэла                        |
| 2002 | Сан-Сальвадор (Сальвадор)                | Доминиканская Республика | Венесуэла                | Мексика                          |
| 2006 | Картахена (Колумбия)                     | Доминиканская Республика | Куба                     | Пуэрто-Рико                      |
| 2010 | Маягуэс (Пуэрто-Рико)                    | Доминиканская Республика | Пуэрто-Рико              | Коста-Рика                       |
| 2014 | Веракрус (Мексика)                       | Доминиканская Республика | Пуэрто-Рико              | Куба                             |
| 2018 | Барранкилья (Колумбия)                   | Доминиканская Республика | Колумбия                 | Пуэрто-Рико                      |
| 2023 | Сан-Сальвадор (Сальвадор)                | Доминиканская Республика | Пуэрто-Рико              | Куба                             |